# (17836) Canup
(17836) Canup (1998 HT50) – planetoida z grupy pasa głównego asteroid okrążająca Słońce w ciągu 4,43 lat w średniej odległości 2,7 j.a. Odkryta 25 kwietnia 1998 roku.